# Cingilia catenaria
Cingilia catenaria är en fjärilsart som beskrevs av Dru Drury 1770. Cingilia catenaria ingår i släktet Cingilia och familjen mätare. Inga underarter finns listade i Catalogue of Life.

## Bildgalleri

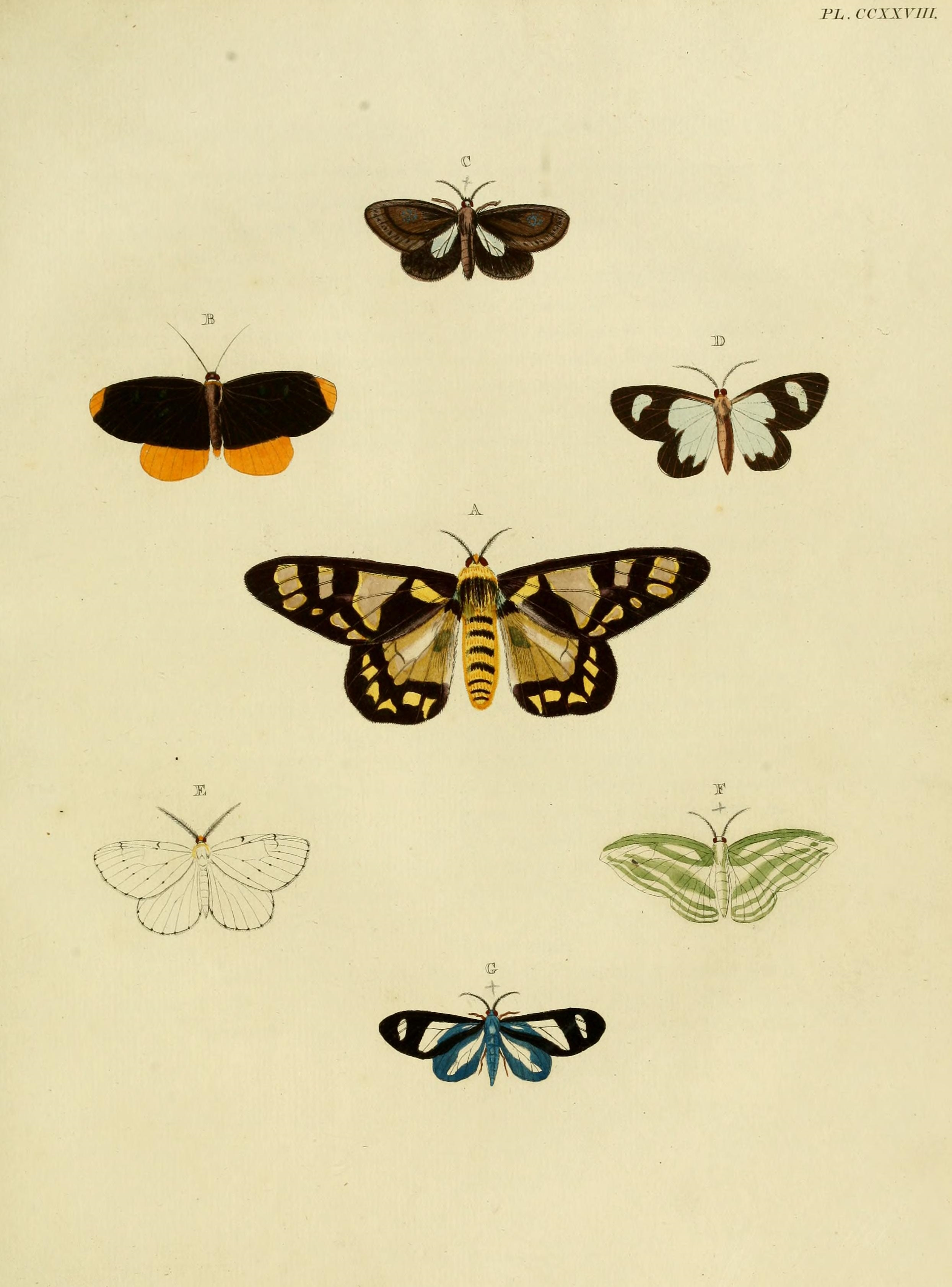